# Allium dumetorum
Allium dumetorum là một loài thực vật có hoa trong họ Amaryllidaceae. Loài này được Feinbrun & Szel. mô tả khoa học đầu tiên năm 1948.